# Corps Normannia Berlin
Das Corps Normannia Berlin ist eine pflichtschlagende und farbentragende Studentenverbindung an den Hochschulen und Universitäten Berlins. Als Corps gehört es dem Kösener Senioren-Convents-Verband (KSCV) an.

## Couleur und Wahlspruch
Die „Normannen“ tragen die Farben dunkelblau-silber-schwarz mit silberner Perkussion. Die Füchse tragen ein Band in den Farben silber-blau-silber auf blauem Grund.
Das Corps hat den Wahlspruch „Durch Kampf zum Sieg – Durch Nacht zum Licht!“

## Geschichte

Wappen des Normannia Berlin

Gegründet wurde Normannia am 3. Februar 1842 unter der Bezeichnung Cerevesia oder Weltkneipe. Im Februar 1845 erklärte sie sich zur Landsmannschaft Normannia.
Im Juli 1855 beschloss eine deutliche Mehrheit der Landsmannschaft, künftig als Corps weiterzubestehen. Dieses trat in den Berliner SC und damit in den KSCV ein.

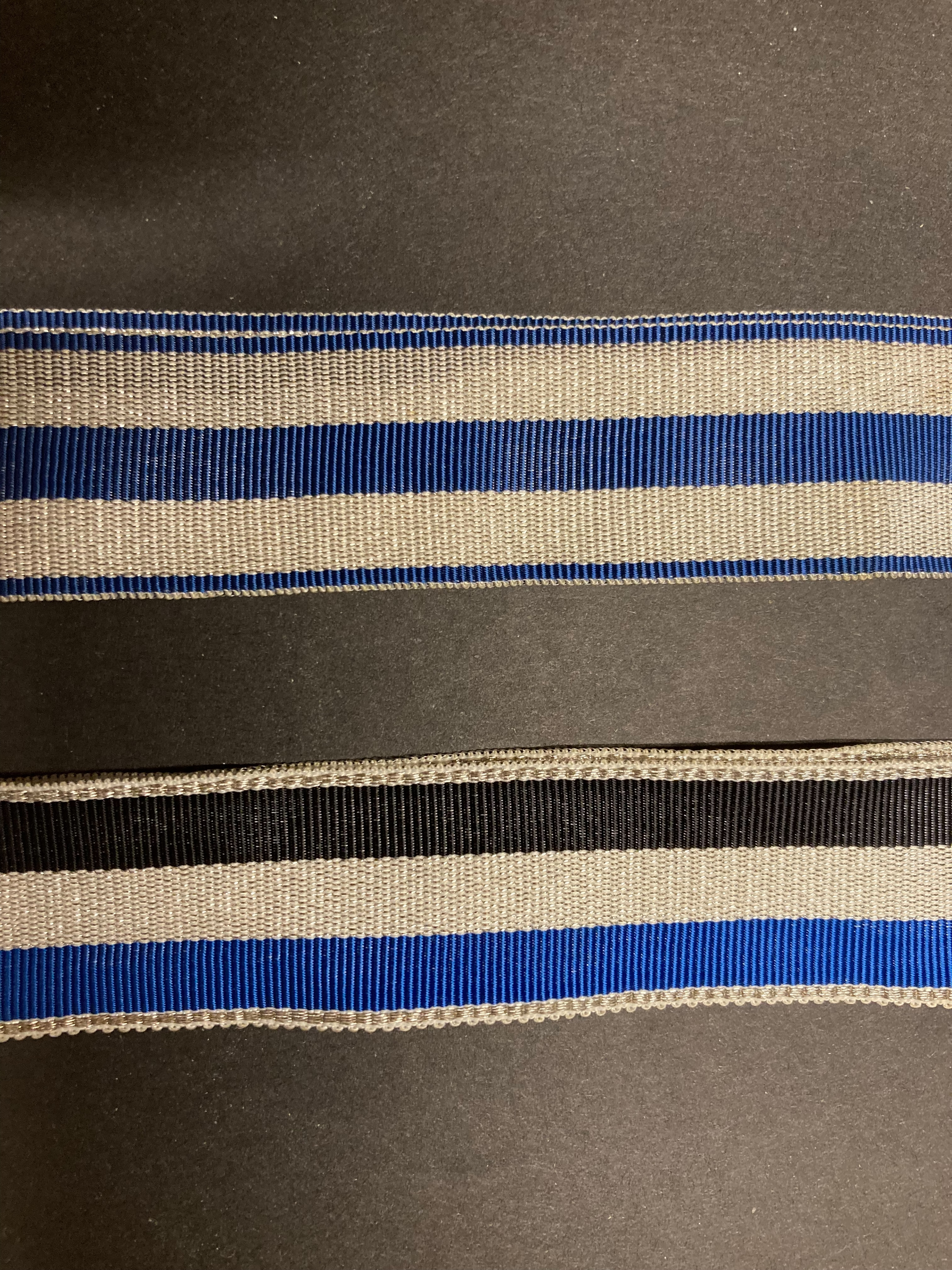
Burschenband und Fuchsenband des Corps Normannia Berlin.

Einige Mitglieder der vormaligen Landsmannschaft waren mit dieser Entwicklung nicht einverstanden, schieden aus dem Corps aus und gründeten im Wintersemester 1855/56 eine neue Landsmannschaft gleichen Namens.
In der studentischen Öffentlichkeit war das offenbar weitgehend unbekannt. Man sah eine Landsmannschaft vorher und eine Landsmannschaft nachher und ging daher ohne Kenntnis der Hintergründe davon aus, dass es sich um ein und denselben Bund handele, aus dem das neu auf der Bildfläche erschienene Corps ausgeschieden sei.
Es gab damals ein Verfahren vor dem Universitätsgericht, in dem das Inventar des Bundes dem Corps als dem rechtmäßigen Nachfolger zugesprochen wurde. Die (neue) Landsmannschaft musste ihren Zirkel u. a. durch Beifügung eines Querstrichs abändern und von dem beibehaltenen des Corps unterscheidbar machen.
In Verkennung der geschilderten Umstände wurde die Landsmannschaft gemeinhin als Palaio-Normannia (= Alte Normannia) bezeichnet. Heftige Rivalitäten zwischen beiden Studentenverbindungen waren die Folge. Mensuren zwischen ihren Angehörigen sollen die blutigsten im SC gewesen sein. Die neben dem Corps verbliebene Landsmannschaft Normannia wurde 1924 zur Berliner Burschenschaft Normannia.
1925 war Normannia präsidierendes Vorortcorps im KSCV und stellte mit Conrad Stolte den Kösener Vorortsprecher.
In der Zeit des Nationalsozialismus musste das Corps im Jahre 1935 den aktiven Betrieb einstellen. Die Altherrenschaft unterstützte daraufhin eine Kameradschaft im neugegründeten NSDStB. In der Nachkriegszeit blieb Normannia wie alle anderen Corps durch einen Beschluss des Alliierten Kontrollrats verboten. Das Corps rekonstituierte sich am 23. Oktober 1950 in Hamburg, kehrte aber schon am 31. März 1953 nach Berlin zurück.

## Corpshäuser
Hinter dem 1826 erbauten Mietshaus in der Linienstraße, das 1857 um ein Quergebäude ergänzt wurde, erbaute Normannia 1909 im zweiten Hof des Anwesens durch den Architekten Fedor Feit ein Corpshaus im Auftrage der Normannia AG als Bauherrin. Der gesamte Komplex ist heute in der Obhut der Denkmalpflege.
Im Rahmen des 88. Stiftungsfestes bezog das Corps am 27. Juni 1930 das im Grunewald gelegene zweite Corpshaus. Errichtet wurde es nach Entwürfen von Heinz Oppermann. Das Raumprogramm umfasste im Erdgeschoss neben dem Empfangs- und Speisezimmer Wirtschaftsräume und die Wohnung des Corpsdieners, im I. Stock den Kneipsaal mit Musikempore, einen Wintergarten und das Altherrenzimmer, im II. Stock CC-Zimmer, Arbeitszimmer der Chargierten, vier Aktivenwohnräume und den Paukboden. Im Dachgeschoss waren zwei weitere Logierzimmer untergebracht.
Das heutige Corpshaus steht in der Klaus-Groth-Str. 4, 14050 Berlin.

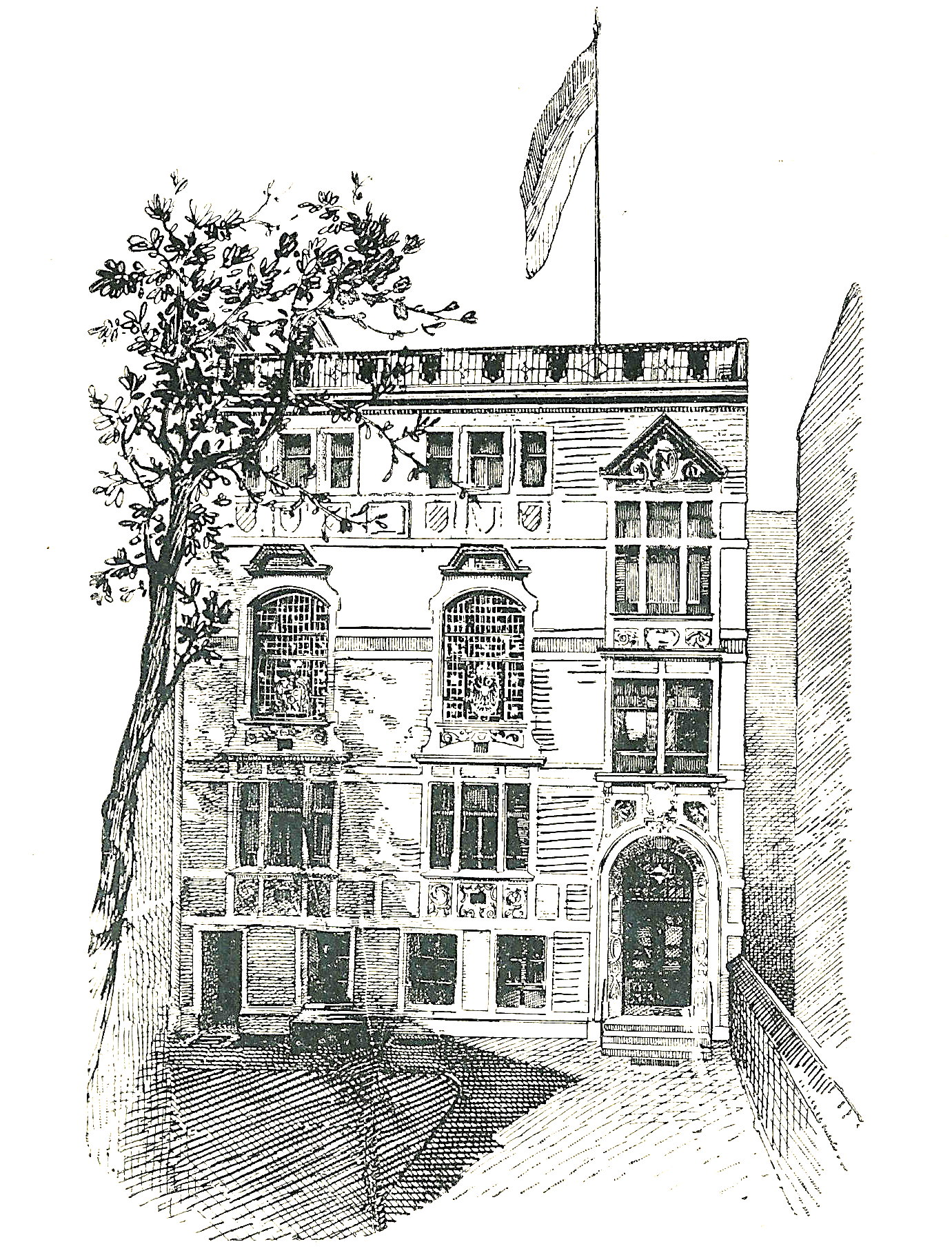
1. Haus in Mitte
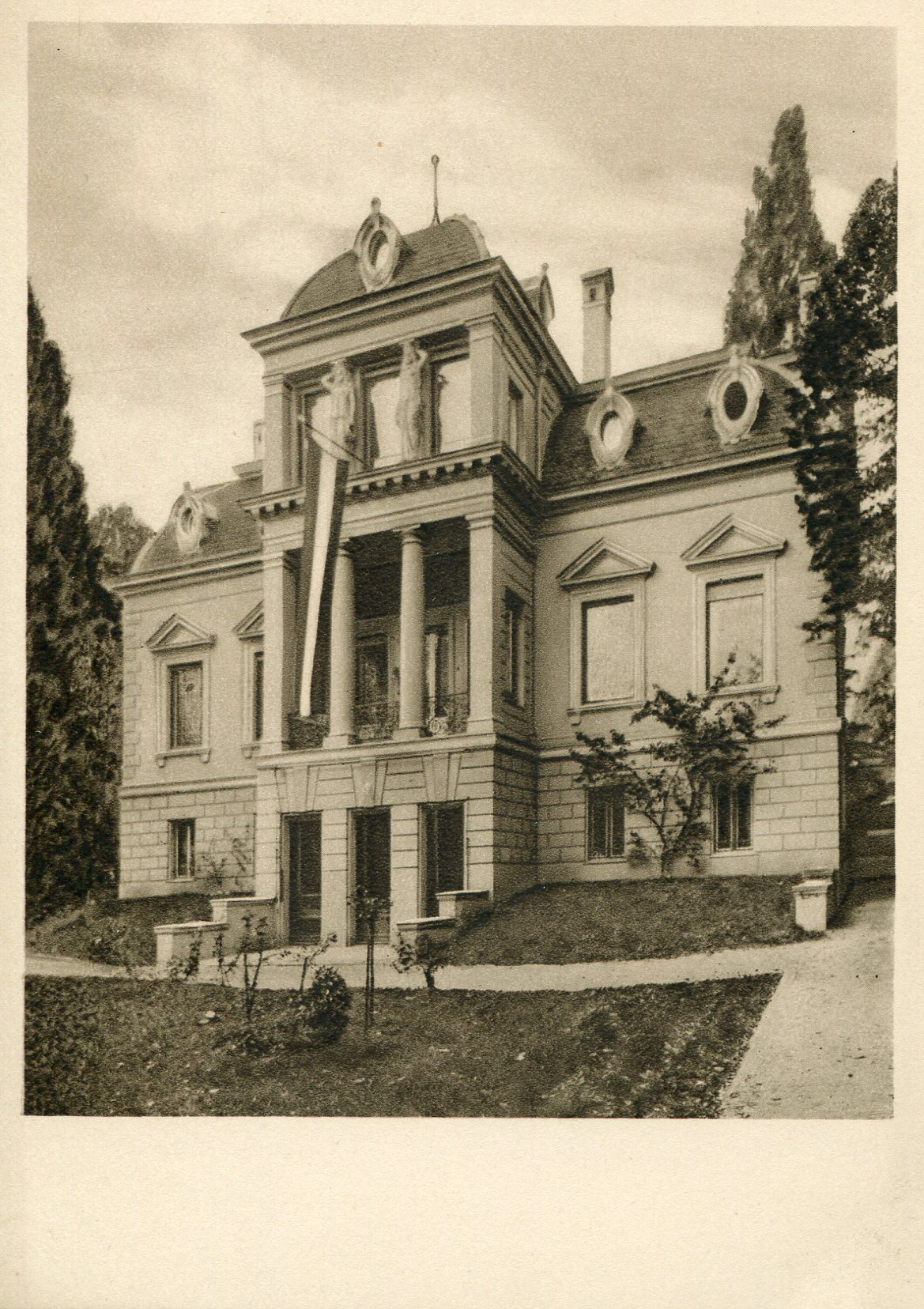
2. Haus in Grunewald
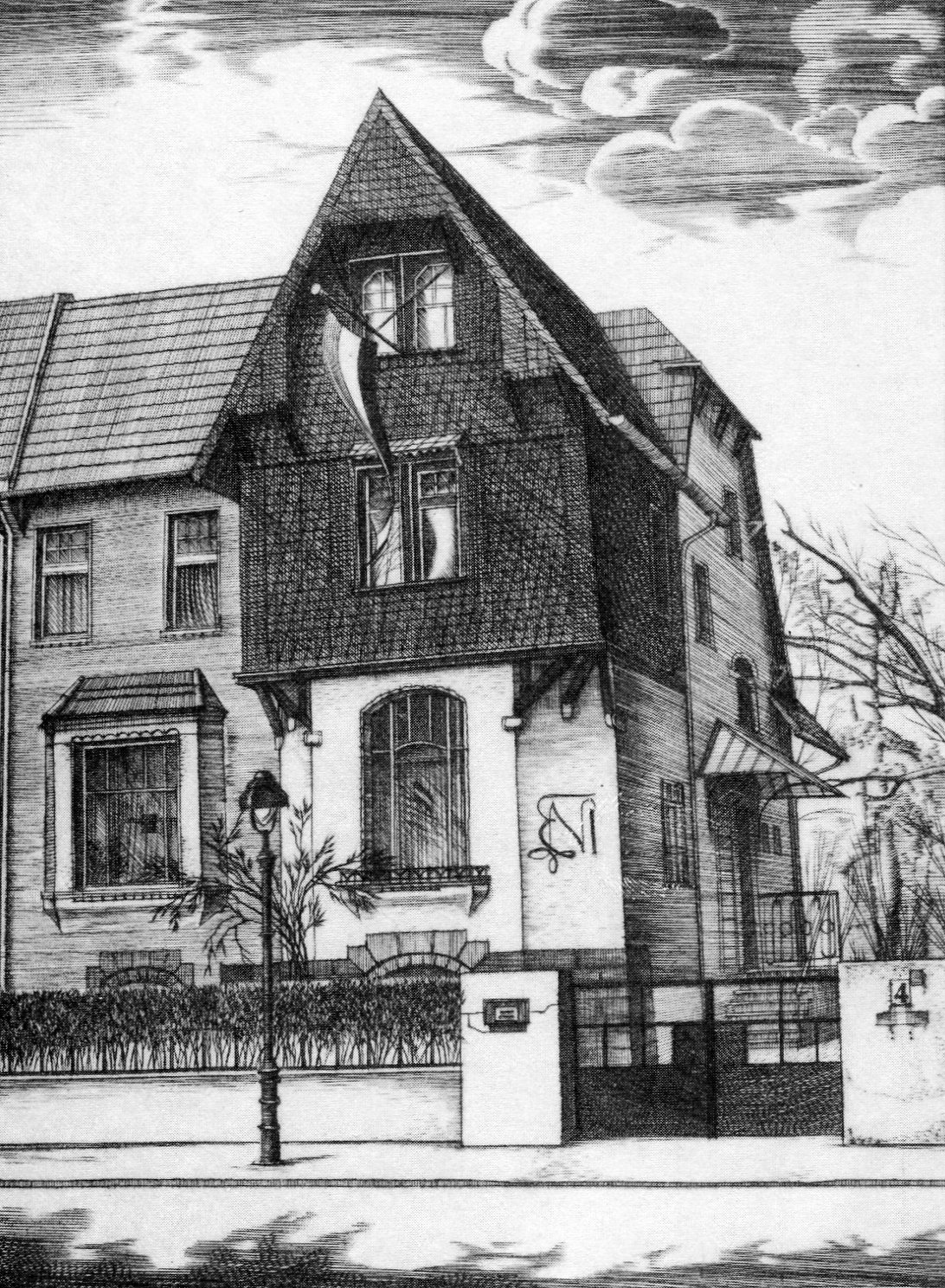
3. Haus in Westend
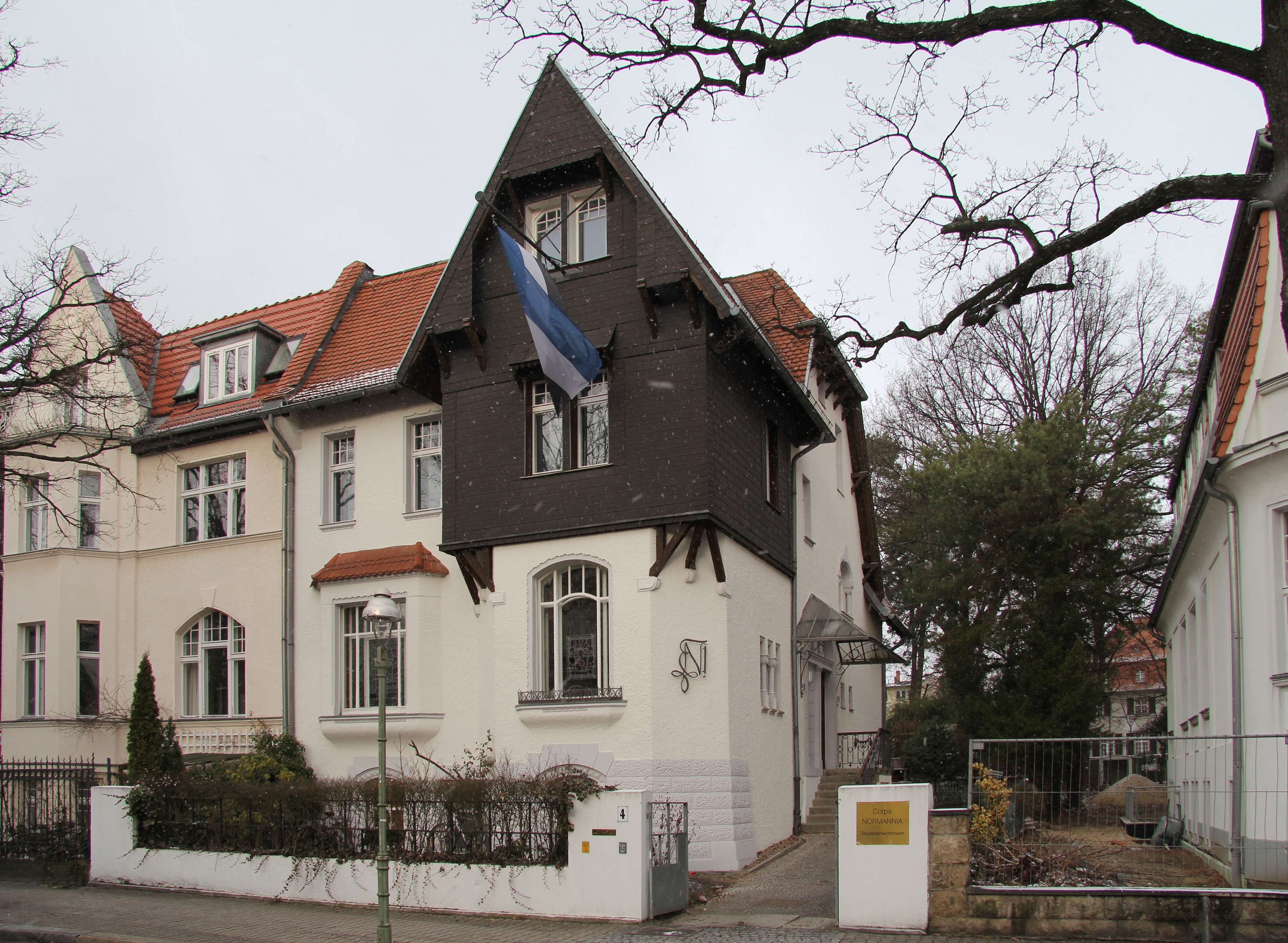
Heutiges Corpshaus

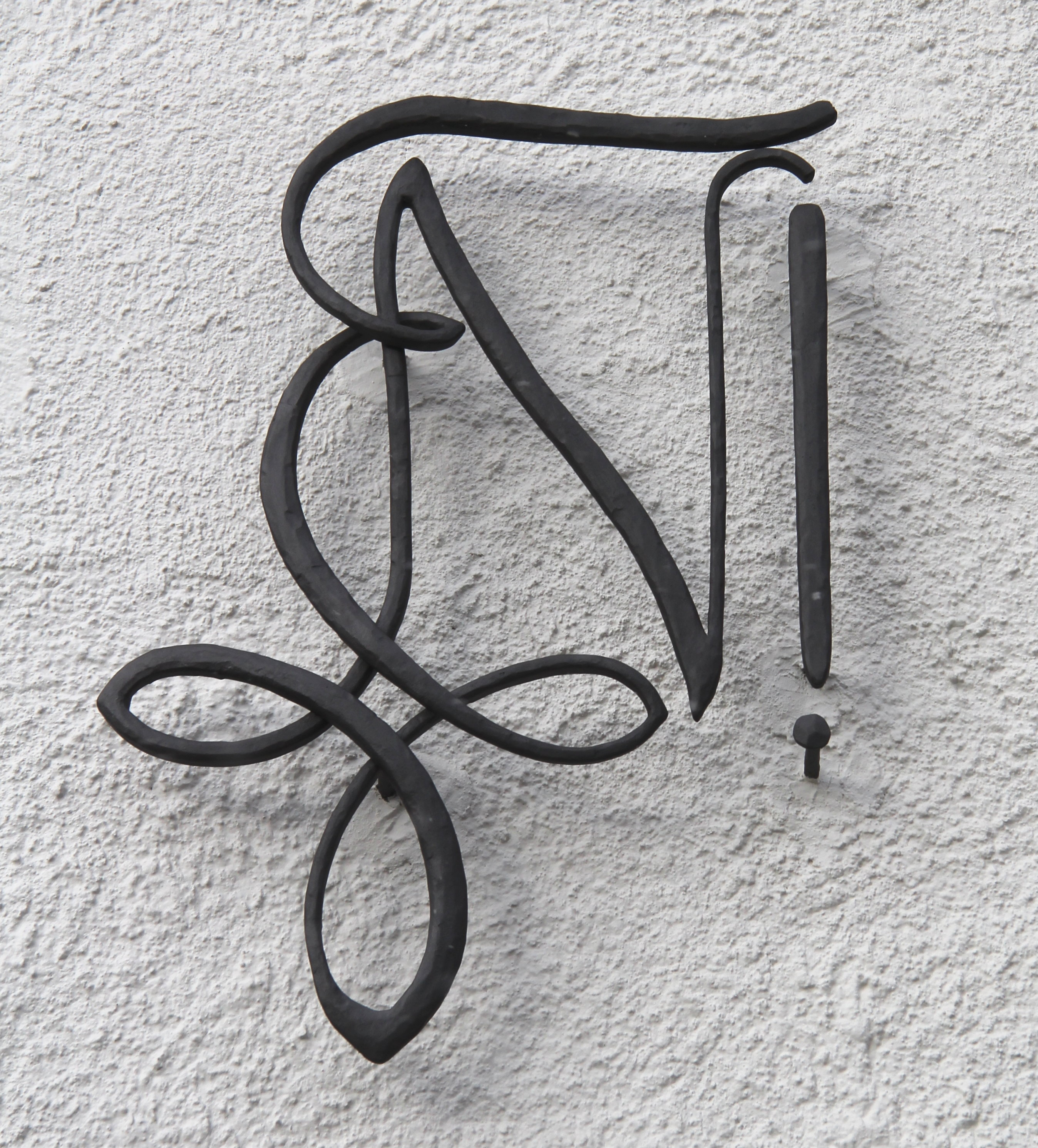
Zirkel an der Corpshauswand
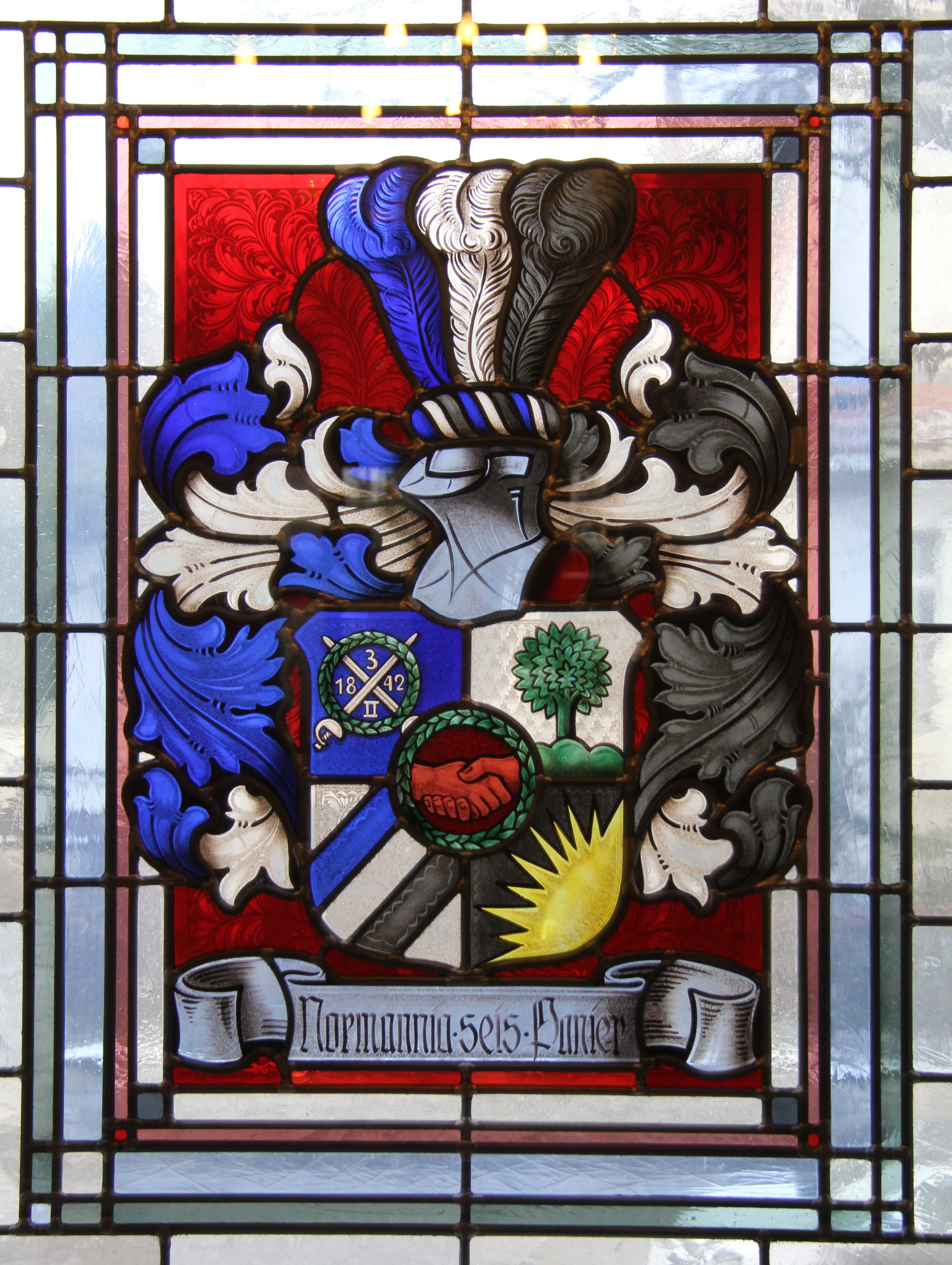
Glaswappen

## Bekannte Mitglieder
(In alphabetischer Reihenfolge)

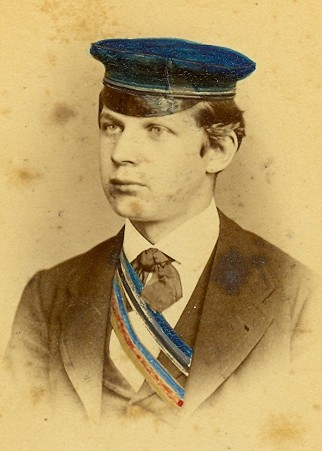
Louis Viereck

- Helmut Allardt (1907–1987), Botschafter (NSDAP)
- Wilhelm Begemann (1843–1914), Historiker der Freimaurerei
- Max Begemann (1877–1949), Sohn von Wilhelm Begemann, Sänger
- Eckhart Dietrich (1937–2023), Vorsitzender Richter am Kammergericht
- Heinrich Erythropel (1865–1940), Staatsminister
- Hanns Heinz Ewers (1871–1943), Schriftsteller
- Julius Falkenstein (1842–1917), Arzt und Afrikareisender
- Fritz Feinhals (1869–1940), Kammersänger
- Wilhelm Filehne (1844–1927), Pharmakologe
- Rudolf Focke (1852–1918), Bibliothekar
- Herbert Gardemin (1904–1968), Orthopäde
- Felix Genzmer (1878–1959), Rechtshistoriker und Skandinavist (NSDAP)
- Leopold Gerlach (1834–1917), Pädagoge und Kulturwissenschaftler
- Anton Gründler (1829–1894), Landgerichtsrat, MdHdA
- Max Hartmann (Richter) (1841–1926), Erster Präsident des OLG Düsseldorf
- Ernst Hein (1887–1950), deutscher Verwaltungsjurist und Kommunalbeamter, NSDAP- und SS-Mitglied
- Friedrich Hielscher (1902–1990), Publizist
- Hugo Hoffmann (1838–1893), Landgerichtspräsident, MdHdA
- Johannes Hoßfeld (1879–1946), Gründer des Zollgrenzschutzes
- Jürgen Kanzow (1938–1997), Pionier der Breitbandkommunikation
- Hermann Koechling (1867–1936), Rechtsanwalt und Notar, Vorsitzender der Bochumer Bürgergesellschaft Harmonie
- Friedrich Krause (1856–1925), Baurat
- Robert Krause (1831–1913), Landschaftssyndikus, MdHdA
- Lothar Kreuz (1888–1969), Orthopäde, letzter Rektor der Friedrich-Wilhelms-Universität zu Berlin
- Michael Kühne (* 1949), Metrologe
- Georg Lang von Langen (1868–1945), Kreisdirektor in Altkirch und Erstein, stellvertretender Oberamtmann in Sigmaringen, Landrat in Ziegenrück, Oberamtmann in Sulz, Oberamtmann und Landrat in Gaildorf
- Günther Lummert (1903–1968), Rechtsanwalt
- Fritz Mussehl (1885–1965), Staatssekretär
- Ullrich Nauck (1852–1923), Landrat des Kreises Iserlohn
- Werner Ranz (1893–1970), Rechtsanwalt und Notar, VAC-Vorsitzender
- Karl-Ferdinand Reuss (1907–1973), Rechtsanwalt
- Alfons Sack (1887–1945), NSDAP-Rechtsanwalt
- Rudolph Schenck zu Schweinsberg (1855–1911), Landrat des Kreises Kirchhain, Kammerherr, Mitglied des Kurhessischen Kommunallandtags
- Bernhard Schlegel (1913–1987), Professor für Innere Medizin
- Heinrich Schoppen, (1860–1933), Erster Bürgermeister von Gnesen, Oberbürgermeister von Łódź, Bürgermeister von Marlow
- Jean Louis Sponsel (1858–1930), Kunsthistoriker
- Eberhardt Sturm (1889–1973), Industrieller, Dachziegelfabrikant
- Ferdinand Trautmann (1833–1902), HNO-Arzt, Sanitätsoffizier, Hochschullehrer an der Charité
- Louis Viereck (1851–1922), Journalist und Naturheilkundler, MdR
- Hugo von Waldeyer-Hartz (1876–1942), Marineschriftsteller
- Karl Hans Walther (1895–1965), Generalarzt der Wehrmacht, Generalmajor der NVA
- Fritz Max Weiss (1877–1955), Chinakenner, Gesandter
- Ernst von Werdeck (1849–1905), MdR
- Horst Wessel (1907–1930), SA-Sturmführer

## Verhältniscorps
Normannia Berlin ist Mitglied des schwarzen Kreises des Kösener Senioren-Convents-Verband und pflegt folgende Verhältnisse zu anderen Corps:
Kartelle
Borussia Greifswald
Nassovia Würzburg
Saxonia Kiel
Rhenania Bonn
Baruthia
Befreundete
Silesia
Borussia Halle
Suevia München
Suevia Straßburg
Thuringia Leipzig
Alemannia Wien zu Linz
Montania Leoben
Gothia Innsbruck
Saxonia Konstanz
offizielle Vorstellungsverhältnisse
Hassia-Gießen zu Mainz
In 2001 erlosch das befreundete Verhältniscorps Hansea Königsberg und in 1987 erlosch das offizielle Vorstellungsverhältniscorps Saxonia Hann. Münden.
2025 brach Normannia das bis dato bestehenden befreundete Verhältnis zum Corps Vandalia Graz. Normannia hatte einem Alten Herrn der Vandalia ausländerfeindliche und antisemitische Beleidigungen eines Normannen-Corpsburschen montenegrinischer Herkunft vorgeworfen. Der Konflikt wurde auch in den Medien betrachtet. Nachdem der zwischenzeitlich ausgetretene Alte Herr, ein Arzt aus Münster, wieder in die Vandalia aufgenommen worden war, vollzog Normannia den Verhältnisbruch. Beide Corps fochten eine Bruch-PP-Suite aus.